# رابرت مریفیلد
رابرت بروس مریفیلد (به انگلیسی: Robert Bruce Merrifield) (زاده ۱۵ ژوئیه ۱۹۲۱ - درگذشته ۱۴ مه ۲۰۰۶) بیوشیمیست آمریکایی بود که در سال ۱۹۸۴ «برای توسعه متدولوژی سنتز شیمیایی روی یک ماتریکس جامد» موفق به دریافت جایزه نوبل شیمی شد.